# The Seasoning House
Pour plus de détails, voir Fiche technique et Distribution.
The Seasoning House est un film dramatique britannique sorti en 2012 par Paul Hyett. Pour son premier long métrage, Paul Hyett réussit à créer un monde sordide évoluant entre l'horreur d'une réalité et l'horreur d'un genre. Le tournage du film, début 2012, se passe sur une base désaffectée de l'Air Force près de Londres.

## Synopsis
1996, pendant le conflit des Balkans, au cœur d'un pays en guerre, se trouve The Seasoning House, ancien bâtiment industriel, dans lequel des jeunes filles arrachées à leur famille, sont séquestrées, droguées et livrées sexuellement à des criminels de guerre. L'une d'elles, Angel, en séduisant involontairement le propriétaire de la maison de passe, gagne un peu de liberté. Elle réussit à quitter sa chambre par les conduits d'aération pour se déplacer secrètement dans le bâtiment. Là dans son monde de silence, elle observe... elle écoute...

## Développement
Ce film retrace bien les conditions dans lesquelles étaient traitées les femmes durant le conflit Bosnie-Herzégovine .
La guerre de Bosnie-Herzégovine est, après la Seconde Guerre mondiale, l'un des conflits les plus meurtriers.
Si on s'en réfère au centre de documentation de l'Etat bosniaque et au Livre des Morts , publié en janvier 2013, les morts recensés s'élèverait à 95940. 
Une controverse existe cependant avec les chiffres ressortant d'études démographiques  élevant la barre à 220 000 tués (toutes ethnies confondues).
On estime aussi les déplacements de populations et la fuite à l'étranger à 2 200 000 personnes. 
Pour la première fois enfin, le viol et toute autre forme de violence sexuelle  sont qualifiés de crime de guerre, crime contre l'humanité par l'Onu en 2008.

## Fiche technique
- Titre original : The Seasoning House
- Réalisation : Paul Hyett
- Production : Michael Riley
- Scénario : Paul Hyett, Conal Palmer et Adrian Rigelsford
- Idée Originale : Helen Salomon
- Costumes : Raquel Azevedo
- Caméra : Jamie Childs
- Photos : Adam Etherington
- Musique : Paul E. Francis
- Sociétés de production : Sterling Pictures production, Templeheart Film, Filmgate Films
- Société de distribution : Kaleidoscope Film Distribution
- Pays d'origine :  Royaume-Uni
- Langue originale : anglais
- Genre : Drame
- Durée : 89 minutes
- Date de sortie : 23 août 2012
- Sortie Dvd : 4 novembre 2014

## Distribution
- Rosie Day : Angel
- Sean Pertwee : Goran
- Kevin Howarth : Viktor
- Anna Walton : Violeta
- Jemma Powell : Alexa
- Alec Utgoff : Josif
- Laurence Saunders : Stevan
- Daniel Vivian : Radovan
- Adrian Bouchet : Branko
- James Bartlett : Marko
- Tomi May : Aleksanders
- Christopher Rithin : Danijel

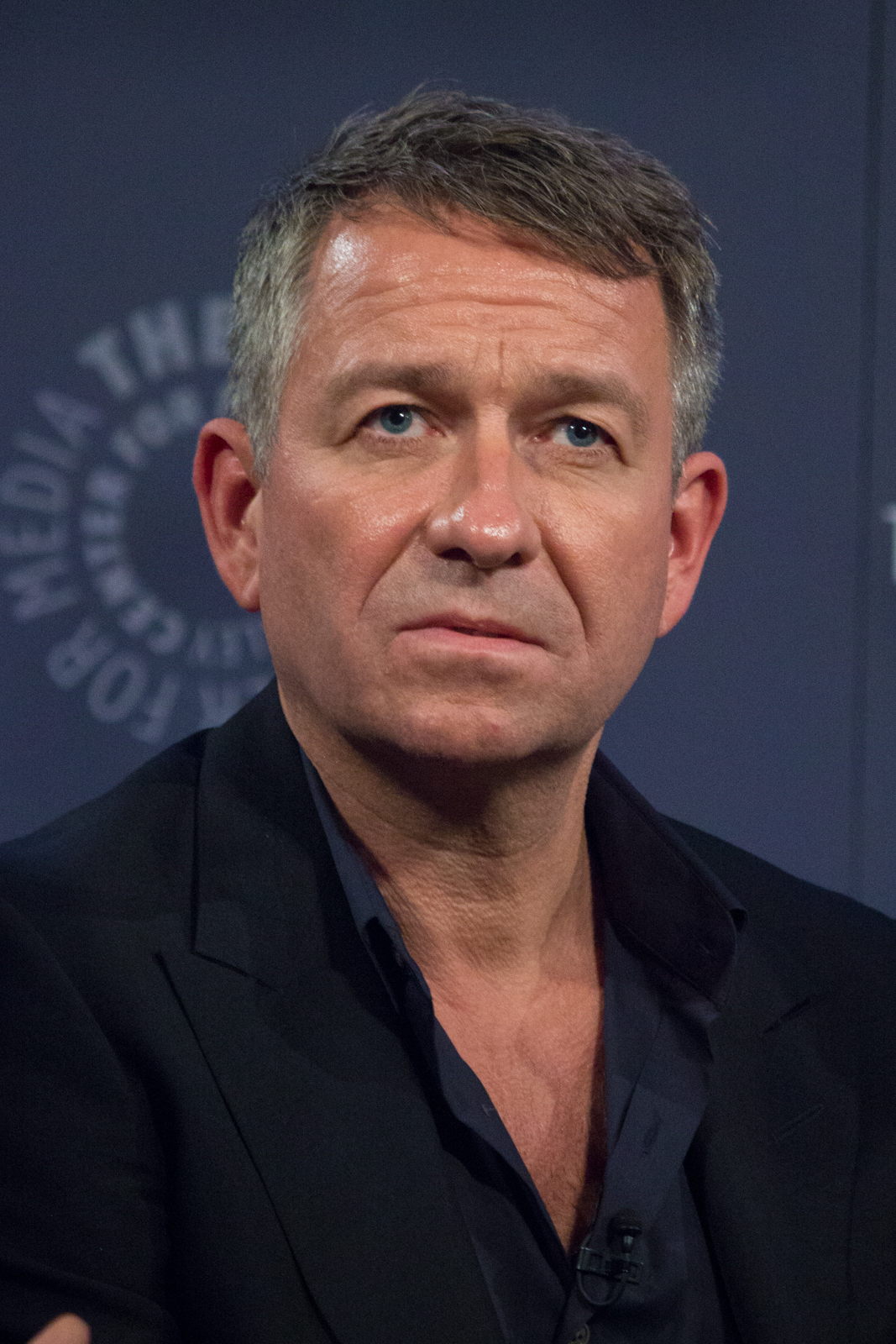
Sean Pertwee en 2014

- Dominique Provost-Chalkley : Vanya

## Nominations
- Paris International Fantastic Film Festival : séances spéciales hors compétition